# ريفابرازان
ريفابرازان (بالإنجليزية: Revaprazan)‏ هو دواء يقلل من إفراز العصارة الهضمية الذي يستخدم لعلاج التهاب المعدة. يعمل كمضاد لمضخة الحمض (مانع حمض البوتاسيوم التنافسي). تمت الموافقة على ريفابرازان للاستخدام في كوريا الجنوبية، ولكن لم تتم الموافقة عليه في أوروبا أو الولايات المتحدة.